# 集英学園大学 マン研
集英学園大学 マン研（しゅうえいがくえんだいがく まんけん）は、2008年（平成20年）7月5日から2009年（平成21年）4月4日まで文化放送のA&G枠内で放送されていたラジオ番組である。

## 概要
- パーソナリティ：諏訪部順一、生天目仁美、新名彩乃
- 様々なmanを色々な角度から研究するサークル。
- 集英社の七光りを思いっきり利用して、毎週新旧名作マンガと大胆コラボ（予定）。
- マン研のmanは、『マンガのman。人間のman。そして、***で***なman。』らしい。
- 下世話な下ネタが露骨にちりばめられたコーナーが多い。

## 放送時間
- 文化放送 土曜 25:30 - 26:00（ナイター中継延長によっては変更・休止）
- 超!A&G+
  - 2008年（平成20年）7月14日 - 9月29日
月曜 21:30 - 22:00（リピート放送：火曜 11:30 - 12:00）
  - 2008年（平成20年）10月7日 - 2009年（平成21年）3月31日
火曜 21:30 - 22:00（リピート放送：水曜 11:30 - 12:00）[1][2]
- S-ラジ 毎週水曜日更新（文化放送が休止の場合でも配信）

## サークル（コーナー）
キュンゼリフ選手権
集英社の漫画の中から言ってもらいたいセリフを募集。
パーソナリティーの名指しも可能。
声優コレクション（声コレ）
女性限定企画。条件は声だけで世の人をメロメロにさせる自信がある方。
実現させましょう
漫画とコラボレートしたい夢を募集。
新名、前に出ろ!
新名彩乃を一人前に成長させるべく、コミックスから色々な修行をさせる。
一ページドラマ
集英社の漫画の中から抜粋してパーソナリティーが演じたセリフを、何ページのセリフかを当てるクイズ。
正解者にはパーソナリティーのサイン入り図書カードをプレゼント。
おマンQ
マンガ以外のMANをフィーチャーするコーナー、間違えると恥ずかしくなるようなクイズを出題する。「Q」は｢クー｣と読む。新名は毎回、見事に（?）引っ掛かっている。出題者：生天目仁美、解答者：新名彩乃
新名彩乃に着せたい（仮）
パーソナリティーの新名彩乃に着せたい服を募集。
着用したコスプレ衣装はリスナーにプレゼントされる。リスナーは応募する際に、「洗濯をしてから送るか否か」を選択する。
新名、前にでないと…
新名彩乃にさらにやる気を出してもらうために、毎回新名のポジションが喉から手が出るほど欲しいという刺客に登場してもらい、対決するコーナー。
ティーンのためのマン研恋愛講座
恋愛に臆病なティーンのためにマン研の大きいお姉さんと小さいお姉さんが親身になって相談に乗るコーナー。
セクシーワード対決
生天目と新名がリスナーから寄せられた単語をセクシーに発音して対決するコーナー。
おマン調
MMヘッドライン

## エピソード
- 生天目が誕生日の回の放送で、企画としてほとんどお酒が呑めない生天目に「（諏訪部曰く）大さじ1杯程度のお酒」を呑ませたところ、すぐに酔いが回り、番組の前半から泥酔状態になり、会話もままならなくなった。
また、他の2人が話しているときにもバックトークで「うぅーん…」などのうめき声が聞こえていた。
- 同番組のブログアドレスは、その後「青山二丁目 太まん飯店」のブログアドレスとして使用された。